# Uśmiech nocy
Uśmiech nocy (szw. Sommarnattens leende) – szwedzka komedia filmowa z 1955 roku w reżyserii Ingmara Bergmana.

## Obsada
- Ulla Jacobsson jako Anne Egerman
- Eva Dahlbeck jako Desiree Armfeldt
- Harriet Andersson jako Petra
- Margit Carlqvist jako hrabina Charlotte Malcolm
- Gunnar Björnstrand jako Fredrik Egerman
- Jarl Kulle jako hrabia Carl Magnus Malcolm
- Åke Fridell jako Frid
- Björn Bjelfvenstam jako Henrik Egerman
- Naima Wifstrand jako pani Armfeldt
- Jullan Kindahl jako kucharka Beata
- Gull Natorp jako Malla
- Birgitta Valberg jako aktorka
- Bibi Andersson jako aktorka